# Klaus Günther (Politiker)
Klaus Günther (* 26. Januar 1941 in Chemnitz) ist ein deutscher Politiker (DBD, ab 1990 CDU). Von 1991 bis 1994 war er Abgeordneter im Landtag von Sachsen.

## Leben
Günther besuchte die Erweiterte Oberschule in Aue und erwarb dort das Abitur. Danach folgte ein Landwirtschaftsstudium an der Universität Leipzig, an der er 1965 das Diplom erwarb. Er wurde danach Produktionsleiter der LPG Bernsbach. Ab 1976 war er Mitarbeiter des Bezirksvorstands der DBD in Chemnitz und 1990 stellvertretender Vorstandsvorsitzender. Von 1974 bis 1976 war er Abgeordneter im Kreistag Zschopau. Er rückte am 4. Februar 1991 über die Landesliste der CDU Sachsen für den Abgeordneten Adolf Böhm in den Sächsischen Landtag nach. Bei der Landtagswahl 1994 trat er nicht mehr als Kandidat an.